# Skrzany (gmina)
Skrzany – dawna gmina wiejska istniejąca do 1954 roku w woj. warszawskim. Nazwa gminy pochodzi od wsi Skrzany, lecz siedzibą władz gminy był Sierakówek.
W okresie międzywojennym gmina Skrzany należała do powiatu gostynińskiego w woj. warszawskim. 1 lipca 1925 od gminy Skrzany odłączono folwarki Adolfowo  i Bratoszewo, które włączono do Gostynina.
Po wojnie gmina zachowała przynależność administracyjną. 13 maja 1952 roku część obszaru gminy Skrzany (część gromady Sieraków Wielki) przyłączono do gminy Sójki w powiecie kutnowskim w woj. łódzkim. 
Według stanu z 1 lipca 1952 roku gmina składała się z 15 gromad. Gminę zniesiono 29 września 1954 roku wraz z reformą wprowadzającą gromady w miejsce gmin. Jednostki nie przywrócono 1 stycznia 1973 roku po reaktywowaniu gmin, a jej dawny obszar wszedł głównie w skład gminy Gostynin.